# Loivo Ivan Johann
Loivo Ivan Johann (Brochier, 24 de janeiro de 1945) é um ex-futebolista brasileiro, que atuava como ponta-esquerda do Grêmio nas décadas de 1960 e 1970.

## Início da carreira
Começou sua carreira nos juvenis do Floriano (atual Novo Hamburgo), em 1963. No ano de 1965, estava entre os profissionais.

## Grêmio
Em 1967, transferiu-se para o Grêmio. No ano seguinte, conquistou a Copa Río de La Plata, que tinha a participação dos campeões nacionais da Argentina e do Uruguai. O título veio com uma vitória por 2 x 1 contra o Nacional do Uruguai.
Foi campeão da Taça do Atlântico, torneio disputado no ano de 1971 pelos três maiores clubes tricolores da América do Sul na época: River Plate, Grêmio e Nacional. O Grêmio iniciou a disputa vencendo a equipe do Nacional por 2 x 1 no dia 8 de maio. O Nacional perdeu para o River Plate, que foi a final contra a equipe gaúcha. No jogo final, em 16 de maio, o Grêmio venceu por 2 x 1, com gols de Loivo e Scotta e sagrou-se campeão. Jogou cinco campeonatos brasileiros (1971 a 1975), todos pelo Grêmio, com um total de 117 jogos e 14 gols. Foram 54 vitórias e 35 empates.. 

## Fim da carreira
Em 1978, retornou para Novo Hamburgo depois de passar pelo Inter de Lages, de Santa Catarina, e pelo Atlético de Carazinho. Encerrou sua carreira pelo Novo Hamburgo em 1979.

## Títulos
Grêmio
- Copa Rio de La Plata: 1968
- Campeonato Gaúcho: 1968
- Taça do Atlântico: 1971
- Taça Cidade de Salvador: 1972

## Fora dos gramados
Desde que se aposentou dos gramados, trabalha na empresa de alimentos da família, Johann Alimentos. Quando seu irmão estava na presidência do Novo Hamburgo, foi vice de futebol. Em 2010, foi tema de um documentário feito por alunos de jornalismo do IPA.
Ainda costuma jogar na ponta-esquerda do Sandalhão, time amador que existe há vários anos. Um dos gols mais bonitos da sua carreira foi pelo Grêmio contra o Flamengo, no Maracanã, em 1973.